# Dialectes russes

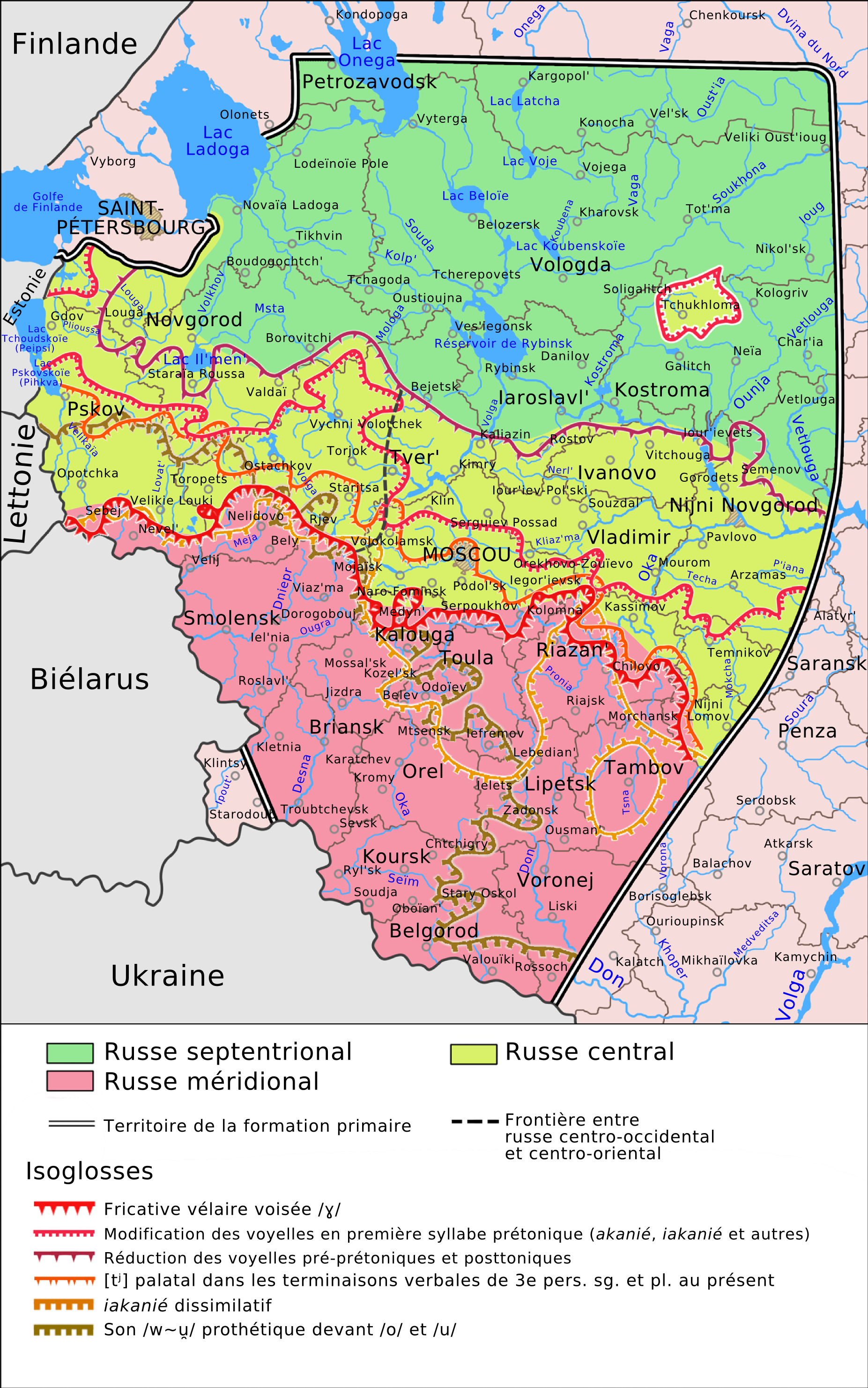
Carte des dialectes russes

Les dialectes russes sont les variantes parlées de la langue russe.

## Territoire
Tous les dialectes russes se sont divisés en deux groupes principaux chronologiques et géographiques :
1. Les dialectes du territoire de la formation première qui comprend la Russie « ancienne » du XVIe siècle, avant la conquête des régions orientales par Ivan IV. Ce territoire est plus ou moins conforme aux districts fédéraux de Russie : district fédéral central et du district fédéral du Nord-Ouest.
2. Les dialectes du territoire de la formation seconde qui comprend les territoires où les Russes se sont établis après le XVIe siècle.

## Classification

### Dialectes septentrionaux
- Pomor (Arkhangelsk et Mourmansk)
- Ladoga-Tikhvine
- Groupes transitionnels : Onega, Latcha, Belozersk-Bejetsk
- Vologda
- Kostroma-Iaroslavl

### Dialectes centraux

#### Occidentaux
- Groupes avec okanié (Gdov, Luga, Novgorod, Staraïa Roussa, Valdaï)
- Groupes avec akanié (Pskov, Velikié Louki, Toropets, Rjev, Torjok)

#### Orientaux
- Groupes avec okanié (Tver, Klin, Serguiev Possad, Vladimir, Souzdal, Rostov, Ivanovo, Mourom, Nijni Novgorod)
- Groupes avec akanié (Moscou, Kassimov, Temnikov)
- L’enclave de Tchoukhloma (avec akanye)

### Dialectes méridionaux
- Occidentaux (Brinsk, Smolensk, parts du sud des Pskov et Tver)
- Le groupe transitionnel A (Mossalsk, Kozelsk, Jizdra, Karatchev, Sevsk, Rylsk)
- Centraux (Belgorod, Koursk, Oriol)
- Le groupe transitionnel B (Serpoukhov, Kolomna, Kalouga, Toula, Ielets, Stary Oskol)
- Orientaux (Lipetsk, Tambov, Riazan, Voronej).

## Isoglosses
| Isoglosse                                                | Russe septentrional | Russe méridional      | Russe standard |
| -------------------------------------------------------- | ------------------- | --------------------- | -------------- |
| /o/ inaccentué                                           | /o/                 | /a~ɐ~ə~ɨ/             | /ɐ~ə/          |
| /e/, /a/, /o/ inaccentués après les consonantes mouillés | /i/, /e/            | /æ/ (prétonique), /i/ | /i/            |
| /ɡ/                                                      | /ɡ/                 | /ɣ/                   | /ɡ/            |
| /v/                                                      | /v/                 | /w~u̯/                 | /v/            |
| /f/                                                      | /f/                 | /x~xv~xw/             | /f/            |
| Terminaisons des verbes des 3 p. sg. & pl.               | /t/                 | /tʲ/                  | /t/            |

## Vocabulaire
Les dialectes russes conservent beaucoup de mots et de formes archaïques qui sont devenues hors d'usage ou remplacées par leurs homologues du vieux slave. Dans les dialectes du nord, il y a environ 200 mots d'origine finno-ougrienne.

### En russe
- (ru) Atlas dialectal de la langue russe [Диалектологический атлас русского языка], vol. 1–2, Moscou, Nauka,‎ 1986, 1989
- (ru) Boukrinskaïa I. A., Karmakova O. E. et al. [Букринская И. А., Кармакова О. Е. и др.], Langue de la campagne russe. Atlas dialectal scolaire [Язык русской деревни. Школьный диалектологический атлас], Moscou,‎ 2003 (lire en ligne)
- (ru) Zakharova K. F., Orlova V. G. [Захарова К. Ф., Орлова В. Г.], Division dialectale de la langue russe [Диалектное членение русского языка], Moscou,‎ 2004, 2e éd. (ISBN 5-354-00917-0)

### En anglais
- (en) Roland Sussex et Paul Cubberley, The Slavic languages, Cambridge, Cambridge University Press, 2006, 521–526 p. (ISBN 978-0-521-22315-7), « Dialects of Russian »